# متنزه صرمان الوطني
متنزه صرمان الوطني أو غابة صرمان هو متنزه وطني في ليبيا، تأسس عام 1992 ويغطي مساحة 400 هكتار (990 أكر). يقع على بعد حوالي 50 كيلومتر (31 ميل) غرب طرابلس، وليس بعيدًا عن أطلال صبراتة الأثرية. تُشرف عليه إدارة الغابات والمراعي.

## الوصف
تقع حديقة صرمان الوطنية على ساحل البحر الأبيض المتوسط، بالقرب من أطلال مدينة صبراتة الأثرية، على بعد حوالي 50 كيلومترًا غرب العاصمة طرابلس. وتبلغ مساحة حديقة صرمان الوطنية الإجمالية حوالي 1100 هكتار، منها حوالي 400 هكتار مستغلة حاليًا.
أُسست حديقة صرمان الوطنية عام 1992 منطقةً محميةً وطنيةً في ليبيا، بهدف الحفاظ على تنوعها البيئي الفريد وحمايتها من التهديدات البيئية.

## الحياة البرية
تُعدّ حديقة صرمان موطنًا لمجموعة متنوعة من الحيوانات، بما في ذلك الثدييات مثل الغزلان، والثعالب، والقوارض، والوبر. والطيور مثل الصقور، والبوم، والنسور، والحمام. والزواحف مثل السحالي، والثعابين، والسلاحف.